# Black Sash (série télévisée)
Pour l’article homonyme, voir Black Sash.
Black Sash est une série télévisée américaine en huit épisodes de 43 minutes créée par Robert Mark Kamen dont six épisodes ont été diffusés entre le 30 mars et le 1er juin 2003 sur The WB,.
Cette série est inédite dans tous les pays francophones.

## Synopsis
Tom Chang, un flic infiltré stupéfiants, qui est encadré pour la contrebande d'héroïne et passe cinq années incarcérés dans une prison à Hong Kong. Ayant perdu sa carrière, sa femme et le droit de voir sa fille, il rentre chez lui à San Francisco pour tenter de restaurer son ancienne vie. Le mentor de Tom, Maître Li, donne à Tom son école d'arts martiale chinoise pour exercer et quelque part vivre dans un bâtiment sur le quai.
La relation de Tom avec sa fille et sa femme, qui a depuis remarié, et sur son rôle de mentor pour les étudiants qui fréquentent son école d'arts martiaux tels que  Tory Stratton, Trip Brady, Bryan Lanier, Allie Bennett et Nick Reed.

## Distribution

### Acteurs principaux
- Russell Wong : Tom Chang
- Makoto Iwamatsu : Master Li
- Sarah Carter : Allie Bennett
- Missy Peregrym : Tory Stratton
- Corey Sevier : Trip Brady
- Ray J : Bryan Lanier
- Drew Fuller : Nick Reed

### Acteurs secondaires et invités
- Ona Grauer : Beth Rodgers
- Valerie Tian (de) : Claire Rodgers
- Martin Cummins : Phillip Rodgers
- Caden St. Clair : Mikey
- Richard Tyson : Arnold Brady
- Moneca Delain : Dance Judge Maya
- Ron Yuan (en) : Billy
- Shaun Sipos : Julian
- Keith Dallas : Jerome
- Mike Dopud : Patrick
- Tara Wilson : Amber
- Laura Soltis : Denise Stratton

## Épisodes
1. Pilot
2. Jump Start
3. Like a Virgin
4. Date Night
5. Prodigal Son
6. Prime Suspect
7. Snapshots
8. The Bounty Hunter